# Tennis de table aux Jeux Mondiaux Universitaires d'été
Les compétitions de tennis de table aux Jeux Mondiaux Universitaires d'été (anciennement Universiade) sont inscrites au programme des Jeux depuis depuis 2001. Sept épreuves sont organisés les simples, doubles et les compétitions par équipes messieurs et dames ainsi que le double mixte.

## Histoire
Avant son intégration aux jeux, le tennis de table était présent lors des FISU World University Championships à partir de 1971 à Bucarest. Il réunissait déjà un niveau élevé avec notamment la domination asiatique, particulièrement japonaise et sud-coréenne, avant que la Chine ne prenne le dessus.
En 2001 à Pékin, le tennis de table fait ses débuts aux Jeux Universitaires en tant que sport optionnel. La discipline revient au programme en 2007 à Bangkok, en tant que sport obligatoire des Universiades suite à son succès et à l’augmentation des participants.
Le tennis de table est depuis alors présent à chaque édition. La compétition attire traditionnellement de nombreux joueurs qui représentent ensuite leur pays au niveau international senior.
La Chine domine actuellement le tableau des médailles avec 40 titres.
A noter que l'édition 2021 s'est déroulé en réalité en 2023 suite à un report de deux ans en raison de la pandémie COVID 19.
L'épreuve est reconnu par l'ITTF et depuis l'édition 2025 offre des points au classement mondial.

## Critères de participation[4]
Pour pouvoir participer les athlètes doivent : 
- Être inscrits dans une université ou l’avoir été récemment (jusqu’à un an après leur diplôme).
- Avoir entre 17 et 25 ans
- Être sélectionnés par leur fédération universitaire nationale, qui est membre de la FISU.

## Éditions
| Tableaux         | 2001 (en) | 2007 (en) | 2009 (en) | 2011 (en) | 2013 (en) | 2015 (en) | 2017 (en) | 2019 (en) | 2023 (en) | 2025 (en) |
| ---------------- | --------- | --------- | --------- | --------- | --------- | --------- | --------- | --------- | --------- | --------- |
| Simple messieurs | •         | •         | •         | •         | •         | •         | •         | •         | •         | •         |
| Double messieurs | •         | •         | •         | •         | •         | •         | •         | •         | •         | •         |
| Equipe messieurs | •         | •         | •         | •         | •         | •         | •         | •         | •         | •         |
| Simple dames     | •         | •         | •         | •         | •         | •         | •         | •         | •         | •         |
| Double dames     | •         | •         | •         | •         | •         | •         | •         | •         | •         | •         |
| Equipe dames     | •         | •         | •         | •         | •         | •         | •         | •         | •         | •         |
| Double mixte     | •         | •         | •         | •         | •         | •         | •         | •         | •         | •         |

| Jeux   | Année     | Lieu     | Vainqueur | Second         | Troisième      |
| ------ | --------- | -------- | --------- | -------------- | -------------- |
| XXI    | 2001 (en) | Pékin    | Chine     | Corée du Sud   | Chinese Taipei |
| XXIV   | 2007 (en) | Bangkok  | Chine     | Chinese Taipei | Japon          |
| XXV    | 2009 (en) | Belgrade | Chine     | Chinese Taipei | Japon          |
| XXVI   | 2011 (en) | Shenzhen | Chine     | Japon          | Chinese Taipei |
| XXVII  | 2013 (en) | Kazan    | Chine     | Chinese Taipei | Japon          |
| XXVIII | 2015 (en) | Gwangju  | Chine     | Chinese Taipei | Japon          |
| XXVIX  | 2017 (en) | Taipei   | Japon     | Corée du Sud   | Chine          |
| XXX    | 2019 (en) | Naples   | Chine     | Japon          | Chinese Taipei |
| XXXI   | 2023 (en) | Chengdu  | Chine     | Japon          | Chinese Taipei |
| XXXII  | 2025 (en) | Essen    | Chine     | Japon          | Chinese Taipei |

## Palmarès

### Épreuves par équipes
| Année              | Messieurs      | Messieurs      | Messieurs                          |              | Dames          | Dames                    | Dames | Ref |
| Année              | Or             | Argent         | Bronze                             | Or           | Argent         | Bronze                   |       | Ref |
| ------------------ | -------------- | -------------- | ---------------------------------- | ------------ | -------------- | ------------------------ | ----- | --- |
| 2001 (en) Beijing  | Chine          | Taipei chinois | Corée du Sud Égypte                | Chine        | Corée du Sud   | Japon Corée du Nord      |       |     |
| 2007 (en) Bangkok  | Chine          | Taipei chinois | Allemagne Japon                    | Chine        | Japon          | France Corée du Sud      |       |     |
| 2009 (en) Beograd  | Chine          | France         | Allemagne Japon                    | Chine        | Russie         | France Japon             | [ 5 ] |     |
| 2011 (en) Shenzhen | Chine          | Japon          | Taipei chinois France              | Chine        | Japon          | Taipei chinois Roumanie  |       |     |
| 2013 (en) Kazan    | Chine          | Japon          | Russie Taipei chinois              | Japon        | Taipei chinois | Chine Russie             |       |     |
| 2015 (en) Gwangju  | Chine          | Japon          | Taipei chinois France              | Chine        | Taipei chinois | Japon Corée du Sud       | [ 6 ] |     |
| 2017 (en) Taipei   | Chine          | Japon          | Taipei chinois République de Corée | Corée du Sud | Japon          | Taipei chinois Chine     |       |     |
| 2019 (en) Naples   | Chine          | Taipei chinois | Allemagne Japon                    | Chine        | Japon          | France Russie            | ,     |     |
| 2023 (en) Chengdu  | Chine          | Taipei chinois | Allemagne Japon                    | Chine        | Japon          | Taipei chinois Hong Kong |       |     |
| 2025 (en) Essen    | Taipei chinois | Chine          | Allemagne Japon                    | Japon        | Chine          | Taipei chinois Hong Kong |       |     |

### Simples
|                    | Messieurs          | Messieurs        | Messieurs                        |              | Dames          | Dames                           | Dames  | Ref |
| Année              | Or                 | Argent           | Bronze                           | Or           | Argent         | Bronze                          |        | Ref |
| ------------------ | ------------------ | ---------------- | -------------------------------- | ------------ | -------------- | ------------------------------- | ------ | --- |
| 2001 (en) Beijing  | Wang Liqin         | Chuang Chih-Yuan | Yong Zhang Liu Guozheng          | Tie Yana     | Niu Jianfeng   | Zhang Yining Yu Ji He           |        |     |
| 2007 (en) Bangkok  | Gao Xin            | Hou Yingchao     | Chuang Chih-yuan Wang Xi         | Rao Jingwen  | Liu Juan       | Haruna Fukuoka Nanthana Komwong |        |     |
| 2009 (en) Belgrade | Chiang Hung-chieh  | Hidetoshi Oya    | Oleksandr Didukh Adrien Mattenet | Tang Liying  | Yuri Yamanashi | Huang Yi-hua Moemi Terui        | [ 5 ]  |     |
| 2011 (en) Shenzhen | Xu Xin             | Yan An           | Fang Bo Kenji Matsudaira         | Zhao Jingwen | Fan Ying       | Ma Yufei Xiong Xinyun           |        |     |
| 2013 (en) Kazan    | Liu Yi             | Shang Kun        | Chen Chien-an Koki Niwa          | Che Xiaoxi   | Zheng Shichang | Ma Yuefei Yuka Ishigaki         |        |     |
| 2015 (en) Gwangju  | Masataka Morizono  | Yuya Oshima      | Lee Sang-su Liu Yi               | Che Xiaoxi   | Jiang Yue      | Bernadette Szőcs Yang Ha-eun    |        |     |
| 2017 (en) Taipei   | Masataka Morizono  | Chen Chien-an    | Pak Sin-hyok Alexandre Robinot   | Jeon Ji-hee  | Zheng Yijing   | Kim Song-i Bernadette Szőcs     | [ 10 ] |     |
| 2019 (en) Naples   | Yu Qiyan           | Zhao Qihao       | Zhu Lingfeng Saadi Ismailov      | Wang Yidi    | Zhang Rui      | Fan Xi Guo Yan                  |        |     |
| 2023 (en) Chengdu  | Zhou Kai           | Xu Yingbin       | Xue Fei Yang Chia-an             | Qian Tianyi  | Kyoka Idesawa  | Zhao Shang Orawan Paranang      |        |     |
| 2025 (en) Essen    | Vladimir Sidorenko | Maksim Grebnev   | Eduard Ionescu Sun Zheng         | Shang Zhao   | Huang Yu-jie   | Ng Wing Lam Wang Xiaotong       |        |     |

### Doubles
|                    | Messieurs                           | Messieurs                         | Messieurs                                                         |                             | Dames                        | Dames                                                         | Dames  | Ref |
| Année              | Or                                  | Argent                            | Bronze                                                            | Or                          | Argent                       | Bronze                                                        |        | Ref |
| ------------------ | ----------------------------------- | --------------------------------- | ----------------------------------------------------------------- | --------------------------- | ---------------------------- | ------------------------------------------------------------- | ------ | --- |
| 2001 (en) Beijing  | Liu Guozheng Young Zang             | Choo Se-hyuk Park Sang-joon       | Chiang Peng-lung Chang Yen-shu Koji Sansa Shinnosuke Kiho         | Niu Jianfeng Zhang Yining   | Yoo Ji Hye Kim Moo Kyo       | Ko Un-Gyong Ryom Won-Ok Veronika Pavlovich Viktoria Pavlovich |        |     |
| 2007 (en) Bangkok  | Chuang Chih-yuan Chang Yen-shu      | Chiang Hung-chieh Wu Chih-chi     | Hou Yingchao Wang Xi Ryusuke Sakamoto Hidetoshi Oya               | Liu Juan Rao Jingwen        | Haruna Fukuoka Yuko Watanabe | Nadine Bollmeier Irene Ivancan Huang Yi-hua Lu Yun-feng       |        |     |
| 2009 (en) Belgrade | Cui Qinglei Li Yang                 | Emmanuel Lebesson Adrien Mattenet | Marko Jevtović Žolt Pete Hidetoshi Oya Yuichi Yokoyama            | Cai Shanshan Dai Ningyang   | Liu Juan Ma Yuefei           | Kim So Ri Seo Hyo Young Moemi Terui Yuri Yamanashi            | [ 5 ]  |     |
| 2011 (en) Shenzhen | Xu Xin Yan An                       | Wang Yize Chen Jianan             | Shang Kun Fang Bo Jin Ueda Kenji Matsudaira                       | Ma Yufei Zhao Jingwen       | Xiong Xinyun Tang Liying     | Iveta Vaczenovska Hadachova, Dana Chi Minhyun Moon Mira       |        |     |
| 2013 (en) Kazan    | Chiang Hung-chieh Huang Sheng-sheng | Viacheslav Burov Mikhail Paykov   | Thomas Le Breton Romain Lorentz Alexander Shibaev Kirill Skachkov | Lee I-chen Lin Chia-hui     | Che Xiaoxi Jiang Yue         | Yuka Shigaki Riyo Nemoto Yana Noskova Elena Troshneva         | ,      |     |
| 2015 (en) Gwangju  | Chiang Hung-chieh Huang Sheng-sheng | Masataka Morizono Yuya Oshima     | Chen Xin Liu Yi Jeoung Young-sik Kim Min-seok                     | Che Xiaoxi Jiang Yue        | Zheng Yijing Lee I-chen      | Jeon Ji-hee Yang Ha-eun Eriko Kitaoka Yuki Shoji              |        |     |
| 2017 (en) Taipei   | Masataka Morizono Yuya Oshima       | Jang Woo Jin Lim Jong-hoon        | Chen Chien-an Chiang Hung-chieh Lee Chia-sheng Liao Cheng-ting    | Ayami Narumoto Rei Yamamoto | Cha Hyo-sim Kim Nam-hae      | Minami Ando Rika Suzuki Jeon Ji Hee Lee Eun-hye               |        |     |
| 2019 (en) Naples   | Yu Qiyang Zhao Qihao                | Kong Lingxuan Zhu Lingfeng        | Fumiya Igarashi Asuka Sakai Yusuke Sadamatsu Yuma Tsuboi          | Fan Siqi Wang Yidi          | Guo Yan Zhang Rui            | Minami Ando Asuka Sasao Valeria Shcherbatykh Yana Noskova     |        |     |
| 2023 (en) Chengdu  | Xu Yingbin Xue Fei                  | Kazuki Hamada Yuma Tanigaki       | İbrahim Gündüz Abdullah Yigenler Liu Dingshuo Zhou Kai            | Qian Tianyi Zhao Shang      | He Zhuojia Wang Xiaotong     | Rachel Sung Amy Wang Aoi Kurono Akari Motoi                   |        |     |
| 2025 (en) Essen    | Baldwin Chan Yiu Kwan To            | Shunsuke Okano Yuma Tanigaki      | Eduard Ionescu Darius Movileanu Cho Dae-seong Yun Chang-min       | Han Feier Wang Xiaotong     | Yang Yiyun Zhao Shang        | Camille Lutz Isa Cok Chien Tung-chuan Tsai Yun-en             | [ 13 ] |     |

### Doubles mixtes
| Année              | Or                             | Argent                         | Bronze                                                     |
| ------------------ | ------------------------------ | ------------------------------ | ---------------------------------------------------------- |
| 2001 (en) Beijing  | Wang Liqin Tie Yana            | Park Sang-joon Yoo Ji-hye      | Liu Guozheng Niu Jianfeng Chen Chi-tan Chiang Peng-lung    |
| 2007 (en) Bangkok  | Rao Jingwen Lin Chen           | Liu Juan Zhan Jian             | Cai Shanshan Gao Xin Chen Chi-tan Chiang Peng-lung         |
| 2009 (en) Beograd  | Chiang Hung-chieh Huang Yi-hua | Wu Chih-Chi Lu Yun-feng        | Kenji Matsudaira Yuri Yamanashi Jesus Cantero Sara Ramírez |
| 2011 (en) Shenzhen | Shang Kun Zhao Jingwen         | Kentaro Miuchi Yuka Ishigaki   | Huang Shengsheng Huang Yihua Lee Jae-hoon Kim Sori         |
| 2013 (en) Kazan    | Hiromitsu Kasahara Rika Suzuki | Koki Niwa Misato Niwa          | Antonina Savelyeva Alexander Shibaev Ma Yuefei Xia Yizheng |
| 2015 (en) Gwangju  | Kim Min-seok Chun Ji Hee       | Chiang Hung-chieh Chen Szu-yu  | Chen Chien-an Zheng Yijing Taras Merzlikin Yana Noskova    |
| 2017 (en) Taipei   | Jang Woo-jin Jeon Ji-hee       | Kazuhiro Yoshimura Minami Ando | Liao Cheng-ting Chen Szu-yu Pak Sin-hyok Kim Nam-hae       |
| 2019 (en) Naples   | Yu Ziyang Wang Yidi            | Zhao Zihao Fan Siqi            | Liao Chen Ting Su Pei Lin Saadi Ismailov Yana Noskova      |
| 2023 (en) Chengdu  | Liu Dingshuo Qian Tianyi       | Xue Fei Wang Xiaotong          | Ho Kwan Kit Doo Hoi Kem Shodai Miyagawa Kyoka Idesawa      |
| 2025 (en) Essen    | Shunsuke Okano Kyoka Idesawa   | Zeng Beixun Han Feier          | Chen Junsong Wang Xiaotong Chan Baldwin Wong Hoi Tung      |

## Nombre de médailles
total des médailles du pays dans tous les types de compétitions après l'édition de 2019
| Place                     | Pays                      | Or | Argent | Bronze | Total |
| ------------------------- | ------------------------- | -- | ------ | ------ | ----- |
| 1                         | Chine                     | 40 | 17     | 20     | 77    |
| 2                         | Japon                     | 6  | 16     | 25     | 47    |
| 3                         | Taipei chinois            | 6  | 13     | 19     | 38    |
| 4                         | République de Corée       | 4  | 5      | 13     | 22    |
| 5                         | Russie                    | 0  | 2      | 10     | 12    |
| 6                         | France                    | 0  | 2      | 8      | 10    |
| 7                         | RPDC                      | 0  | 1      | 5      | 6     |
| 8                         | Allemagne                 | 0  | 0      | 4      | 4     |
| 9                         | Roumanie                  | 0  | 0      | 3      | 3     |
| 10                        | Biélorussie               | 0  | 0      | 1      | 1     |
| 10                        | Egypte                    | 0  | 0      | 1      | 1     |
| 10                        | Espagne                   | 0  | 0      | 1      | 1     |
| 10                        | Serbie                    | 0  | 0      | 1      | 1     |
| 10                        | Thaïlande                 | 0  | 0      | 1      | 1     |
| 10                        | Ukraine                   | 0  | 0      | 1      | 1     |
| 10                        | République tchèque        | 0  | 0      | 1      | 1     |
| Nombre total de pays : 16 | Nombre total de pays : 16 | 56 | 56     | 114    | 226   |